# Lissonota bezaga
Lissonota bezaga là một loài tò vò trong họ Ichneumonidae.